# Bernard Zweers
Bernard Zweers (Amszterdam, 1854. május 18. – Amszterdam, 1924. december 9.) holland zeneszerző.